# Dura centema
Dura centema är en fjärilsart som beskrevs av Collenette 1947. Dura centema ingår i släktet Dura och familjen tofsspinnare. Inga underarter finns listade i Catalogue of Life.